# La belle époque (película)
La belle époque es una película francesa estrenada en el 2019. Fue escrita y dirigida por Nicolas Bedos.

## Trama
Victor se encuentra en medio de una crisis tanto laboral como personal: por un lado, se siente frustrado al no hacerse hueco en el mercado artístico y, por el otro, las continuas peleas con su esposa, Marianne, amenazan con destruir su matrimonio. Sin embargo, su encuentro con el emprendedor Antoine hará posible que Victor encuentre la solución a todos sus problemas: deberá elaborar una reconstrucción histórica exacta con la que podrá revivir, artificialmente, su belle époque personal: el 16 de mayo de 1974. El día que conoció a Marianne.

## Reparto
- Daniel Auteuil: Victor Drumond
- Guillaume Canet: Antoine
- Doria Tillier: Margot
- Fanny Ardant: Marianne Drumond
- Pierre Arditi: Pierre
- Denis Podalydès: François
- Jeanne Arènes: Amélie
- Michaël Cohen: Maxime Drumond
- Bertrand Poncet: Adrien
- Lizzie Brocheré: Gisèle
- Thomas Scimeca: Freddy
- Bruno Raffaelli: Maurice
- Christiane Millet: Sylvie / Josiane

## Distribución
La película se presentó, por primera vez, en el Festival de Cannes 2019, el 20 de mayo de 2019. Además, fue distribuida en Francia por el estudio Pathé el 6 noviembre del mismo año.
En Italia, fue presentada en el Festival internacional de Cine de Roma 2019. Su estreno en cines tuvo lugar el 7 de noviembre de 2019  de mano de I Wonder Pictures.

## Recepción
La belle époque recibió reseñas generalmente positivas de parte de la crítica y de la audiencia. En el sitio web especializado Rotten Tomatoes, la película posee una aprobación de 90%, basada en 30 reseñas, con una calificación de 7.7/10, mientras que de parte de la audiencia tiene una aprobación de 86%, basada en más de 50 votos, con una calificación de 3.9/5.
El sitio web Metacritic le dio a la película una puntuación de 75 de 100, basada en 4 reseñas, indicando "reseñas generalmente favorables". En el sitio IMDb los usuarios le asignaron una calificación de 7.4/10, sobre la base de 16 560 votos, mientras que en la página web FilmAffinity la cinta tiene una calificación de 6.8/10, basada en 363 votos.

## Premios
- Fuente: Página de la película en IMDb.

| Año  | Premio                                  | Categoría                    | Nominado                                      | Resultado |
| ---- | --------------------------------------- | ---------------------------- | --------------------------------------------- | --------- |
| 2020 | Premios César                           | Mejor película               | Nicolas Bedos                                 | Nominado  |
| 2020 | Premios César                           | Mejor dirección              | Nicolas Bedos                                 | Nominado  |
| 2020 | Premios César                           | Mejor actor                  | Daniel Auteuil                                | Nominado  |
| 2020 | Premios César                           | Mejor actriz                 | Doria Tillier                                 | Nominada  |
| 2020 | Premios César                           | Mejor actriz secundaria      | Fanny Ardant                                  | Ganadora  |
| 2020 | Premios César                           | Mejor guion original         | Nicolas Bedos                                 | Ganador   |
| 2020 | Premios César                           | Mejor fotografía             | Nicolas Bolduc                                | Nominado  |
| 2020 | Premios César                           | Mejor montaje                | Anny Danché y Florent Vassault                | Nominado  |
| 2020 | Premios César                           | Mejor decorado               | Stéphane Rozenbaum                            | Ganador   |
| 2020 | Premios César                           | Mejor vestuario              | Emmanuelle Youchnovcsk                        | Nominada  |
| 2020 | Premios César                           | Mejor sonido                 | Rémi Daru, Séverin Favriau y Jean-Paul Hurier | Nominados |
| 2020 | Festival de Cine de Hamburgo            | Mejor dirección              | Nicolas Bedos                                 | Nominado  |
| 2020 | Festival Internacional de Cine de Haifa | Mejor película internacional | Nicolas Bedos                                 | Nominado  |